# Rozmowy polskie 1979–1998
Rozmowy polskie 1979–1998 – zbiór wywiadów z Czesławem Miłoszem opublikowany w 2006 r.
Książka zawiera rozmowy z poetą publikowane w języku polskim w latach 1979-1998 na łamach prasy codziennej, tygodników i miesięczników oraz w publikacjach książkowych.
Dotyczą one jego poglądów i opinii na temat literatury, religii, kultury, historii, życia w Ameryce, stosunków polsko-litewskich, procesu polskiej transformacji. Stanowią cenny komentarz do twórczości i biografii poety oraz recepcji jego twórczości.
Z Miłoszem rozmawiają m.in.: Jerzy Turowicz, Aleksander Fiut, Adam Michnik, Andrzej Zawada, Teresa Walas, Elżbieta Sawicka, Zbigniew Podgórzec, Jerzy Illg, Paweł Lisicki, Stanisław Bereś, Michał Cichy.
Tom drugi rozmów (Rozmowy polskie 1999-2004), który ukazał się w Wydawnictwie Literackim w 2010 r., zawiera wywiady przeprowadzone w latach 1999-2006, publikowane także po śmierci autora. W Aneksie zamieszczono rozmowy z lat 1979-1988, które nie weszły do tomu pierwszego. Z poetą rozmawiali m.in. Renata Gorczyńska, Krzysztof Lisowski, Józef Baran, Josif Brodski, Jarosław Mikołajewski, ks. Józef Sadzik, Henryk Grynberg, Tomas Venclova, Tadeusz Różewicz, Anna Frajlich, Włodzimierz Bolecki.